# Gioacchino Cordero di Roburent
Gioacchino Clemente Maria Cordero conte di Roburent (1756 – 11 marzo 1827) è stato un generale italiano, che fu insignito da re Vittorio Emanuele I del Collare dell'Ordine supremo della Santissima Annunziata e della Croce di Cavaliere dell'Ordine dei Santi Maurizio e Lazzaro..

## Biografia
Nacque nel 1756. Arruolatosi giovanissimo nell'Armata Sarda, venne assegnato alla cavalleria. Il 23 febbraio 1796 prestava servizio come capitano nel Reggimento dei "Dragoni del Re" ed era primo scudiere del Duca d'Aosta. Il 21 aprile 1796, al comando della 2ª Compagnia del 1º Squadrone prese parte alla carica ed al successivo combattimento del Brichetto (Mondovì) che impedì alla cavalleria francese di tagliare la via ripiegamento alla fanteria piemontese. Per questo fatto poi promosso maggiore di cavalleria, e decorato con la Croce di Cavaliere dell'Ordine militare dei Santi Maurizio e Lazzaro. Il 19 marzo 1799, nella rivista in tale data era indicato come chef d'escadron nel 1º Reggimento dei "Dragoni Piemontesi" costituitosi il 21 dicembre 1798. Seguì il Duca d'Aosta nell'esilio in Sardegna, e quando quest'ultimo divenne re con il nome di Vittorio Emanuele I rifiutò gli incarichi di governo, per i quali riconosceva di non essere preparato. Esercitò comunque una grande influenza a corte attraverso gli incarichi ricoperti, gran scudiere, facente funzioni di gran ciambellano e sovrintendente della Reale Casa. Promosso maggior generale e poi tenente generale di cavalleria nel 1807, fu insignito del Collare dell'Ordine supremo della Santissima Annunziata il 20 giugno 1812. Fu sempre fermamente convinto della necessità della restaurazione dell'Ancien Régime. Dopo l'ascesa al trono di re Carlo Felice nel 1821 conservò l'incarico di gran scudiere, assunse l'incarico di direttore delle R.R. Mandrie (22 agosto 1822) e Sovrintendente alle Scuderie Reali, e dopo la morte del marchese di Roddi di gran maestro della Real Casa (30 agosto 1826). Si spense l'11 marzo 1827.

### Fonti
1. 1 2 3 4 5  Ilari, Shamà 2008, p. 160.
2. 1 2 3 4  Lo Faso di Serradifalco 2016, p. 143.
3. 1 2 3  Manno 1879, p. 70.